# Schefflera napuoensis
Schefflera napuoensis är en araliaväxtart som beskrevs av Chih Bei Shang. Schefflera napuoensis ingår i släktet Schefflera och familjen araliaväxter. Inga underarter finns listade.